# Ribatajadilla
Ribatajadilla es una localidad española del municipio de Sotorribas, perteneciente a la provincia de Cuenca, en la comunidad autónoma de Castilla-La Mancha. Está situada en el corazón del Campo de Ribatajada (Campichuelo).

## Historia
Hacia mediados del siglo XIX, el lugar, por entonces con ayuntamiento propio, tenía contabilizada una población de 163 habitantes. La localidad aparece descrita en el decimotercer volumen del Diccionario geográfico-estadístico-histórico de España y sus posesiones de Ultramar de Pascual Madoz de la siguiente manera:

RIBATAJADILLA: l. con ayunt. en la prov. y dióc. de Cuenca (4 1/2 leg.), part. jud. de Priego (4), aud. terr. de Albacete (20) y c. g. de Castilla la Nueva (Madrid 24). sit. entre dos riach. que nacen en su jurisd. en una pequeña colina; el clima es algo frio, combatido por los vientos de S. y O., y propenso á dolores reumáticos. Consta de 30 casas, inclusa la de ayunt.; una fuente de buenas aguas; igl. parr. (La Asuncion) aneja de la de Ribatajada, y á corta dist. de la pobl. la ermita de San Pantaleon. El térm. confina por N. con el de Arcos de la Sierra; E. y S. el mismo y Zarzuela, y O. Pajares y Ribatajada; en su jurisd. se halla una huerta con su casa. El terreno es de mediana calidad y le cruzan los dos arroyos mencionados, cuyo curso es hacia O.; al E. hay un monte poblado de pino y roble, y otro al S. de pino. Los caminos son locales y en mal estado. La correspondencia se recibe de Cuenca una vez á la semana. prod.: trigo, cebada, centeno, avena, patatas, cáñamo y judias; se cria ganado lanar y vacuno, y caza de liebres, conejos y perdices. ind.: la agrícola. pobl.: 41 vec., 163 alm. cap. prod.: 350,660 rs. imp.: 17,533.
(Madoz, 1849, p. 459)

El municipio de Ribatajadilla desapareció en 1976, al fusionarse con los de Ribagorda, Ribatajada, Torrecilla, Collados y Sotos para formar el nuevo término municipal de Sotorribas.

## Demografía
| Gráfica de evolución demográfica de Ribatajadilla entre 1842 y 1970 |
| |
| Población de derecho según los censos de población del INE Población de hecho según los censos de población del INEEntre el censo de 1981 y el anterior, este municipio desaparece porque se integra en el municipio Sotorribas |

| Gráfica de evolución demográfica de Ribatajadilla (Cuenca) entre 2000 y 2023                     |
|                                                                                                  |
| Población de derecho (2000-2023) según los censos de población del INE a 1 de enero de cada año. |